# Dariya Nikitichna Dobroczajeva
Dariya Nikitichna Dobroczajeva (o Dariya Nikitichna Dobrochaeva (30 de marzo de 1916 - 1 de diciembre de 1995 ) fue una botánica ucraniana.

## Algunas publicaciones

### Libros
- dariya n. Dobrochaeva, i.u.d. Kleopov. 1990. Analiz Flory Shirokolistvennykh Lesov Evropeiskoi Chasti SSSR. 350 pp. ISBN 5-12-000800-3

- ----------------------------; g.p. Mokritskii. 1991. Vladimir Ippolitovich Lipskii. 214 pp. ISBN 5-12-001749-5

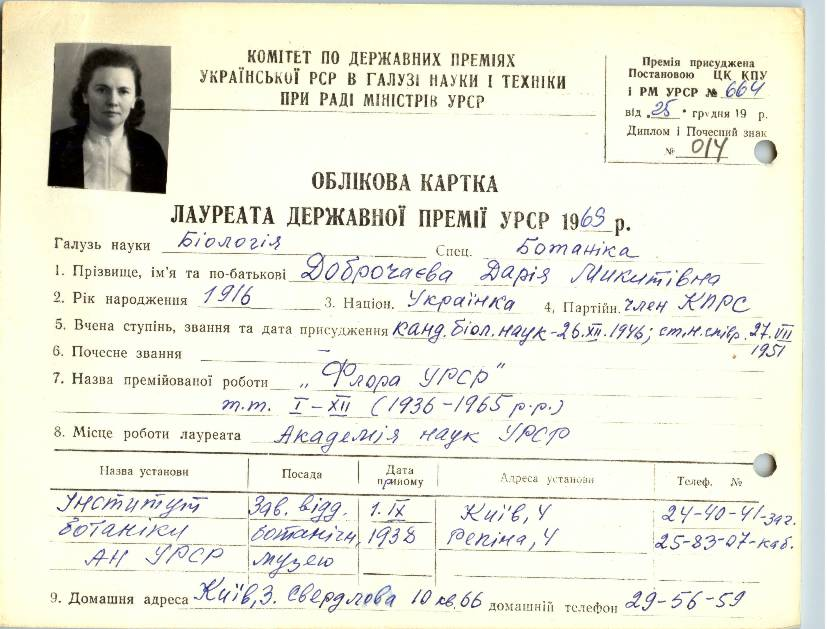
Su tarjeta civil, ganadora del Premio Estatal de la URSS

- La abreviatura «Dobrocz.» se emplea para indicar a Dariya Nikitichna Dobroczajeva como autoridad en la descripción y clasificación científica de los vegetales.[1]